# تیراندازی ۲۰۲۲ بوفالو
در تاریخ ۱۴ مه ۲۰۲۲، یک تیراندازی دسته‌جمعی در سوپرمارکت (Tops Friendly Markets) در شهر بوفالو، نیویورک، ایالات متحده آمریکا رخ داد. در این تیراندازی ده نفر کشته و سه نفر دیگر نیز زخمی شدند. تیرانداز حمله را به صورت زنده در سرویس توییچ پخش مستقیم کرد. گفته می‌شود که تیرانداز بیانیه‌ای را منتشر کرده‌است، که در آن نویسنده خود را یک نژادپرست سفیدپوست توصیف می‌کند. ۱۱ نفر از قربانیان سیاه‌پوست و دو نفر دیگر نیز سفیدپوست بودند.

## شرح تیراندازی
تقریباً ساعت ۲:۳۰ بعد از ظهر (به‌وقت آمریکا) ظاهراً تیرانداز از کانکلین نیویورک، به سوپرمارکت تاپس (Tops) در خیابان جفرسون، در یک محله عمدتاً آفریقایی آمریکایی در شهر بوفالو، نیویورک رسید. تیرانداز جلیقه ضدگلوله و کلاه‌خود همراه داشت. او مسلح به سه اسلحه گرم (یک تفنگ نیمه خودکار، یک تفنگ شکاری و یک تفنگ ساچمه‌ای) بوده و از طریق یک دوربین سر، حمله را در توییچ پخش مستقیم می‌کرد. در تصاویر زنده در هنگام شروع تیراندازی او می‌گفته:
 "فقط باید آن را انجام دهم."
مرد مسلح به چهار نفر در پارکینگ شلیک کرد، که سه نفر از آنها جان باختند. او سپس وارد فروشگاه شد، جایی که یک نگهبان مسلح که افسر سابق اداره پلیس بوفالو بود (آرون سالتر) به سمت او شلیک کرد. با توجه به زره سنگین تیرانداز، گلوله‌های سالتر، او را متوقف نکرد و مظنون به سمت سالتر تیراندازی کرد و سالتر جان باخت. او سپس به قدم زدن در فروشگاه ادامه داد و به هشت نفر دیگر تیراندازی کرد و شش نفر از آن‌ها را کشت.
در ساعت ۲:۳۱ بعد از ظهر، پلیس بوفالو تماسی دریافت کرد، که در آن تیراندازی به سمت فروشگاه گزارش شد. اولین مأموران پاسخگو و آتش‌نشانان یک دقیقه بعد به محل رسیدند و گزارش دادند که اجساد بیرون از ساختمان افتاده بودند. در ساعت ۲:۳۶، تیرانداز به جلوی ساختمان بازگشته بود، جایی که افسران گشت توانستند او را مجبور کنند که اسلحه‌اش را که آن را به گردن خود انداخته بود، به زمین بیندازد. طبق گفته یک سخنگو، پخش زنده تیرانداز توسط توییچ «کمتر از دو دقیقه پس از شروع خشونت» حذف شد.

## قربانیان
سیزده نفر (یازده نفر از آنها سیاهپوست و دو نفر دیگر سفیدپوست) مورد اصابت گلوله قرار گرفتند، که ده نفر از آنها کشته شدند. چهار نفر از قربانیان کارمندان فروشگاه بودند، از جمله سالتر که نگهبان امنیتی مسلح بود و با تیرانداز درگیر شد. او درگذشت و سه نفر دیگر زنده ماندند.

## تحقیق و بررسی
جان گارسیا، کلانتر شهرستان ایری گفت:
این تیراندازی یک جنایت نفرت‌انگیز مستقیماً نژادپرستانه از سوی فردی خارج از جامعه ما بود.
 پلیس می‌گوید متهم ساعت‌ها رانندگی کرده تا به محل تیراندازی در شهر بوفالو واقع در شمال ایالت نیویورک برسد. رئیس محلی اداره تحقیقات فدرال (استفان بلونگیا) به خبرنگاران گفت که آژانس در حال بررسی این تیراندازی به‌عنوان جنایت نفرت‌انگیز و نژاد پرستانه خشونت‌آمیز است. پلیس مظنون را دستگیر کرد و به مقر پلیس بوفالو منتقل نمود، سپس گزارش داد که او در حدود ساعت ۲:۳۶ بعد از ظهر بازداشت شده‌است. متهم اصلی این تیر اندازی یک نوجوان ۱۸ ساله به نام پایتون (Payton) است. بر اساس تحقیقات اولیه، او به تنهایی این حمله را انجام داده‌است. سلاحی که با آن به سوی قربانیان شلیک شده یک مسلسل ارتشی از نوع Ak-47 است، که در نیویورک به صورت قانونی به فروش می‌رسد.

## واکنش‌ها
جو بایدن رئیس‌جمهور وقت آمریکا با قربانیان ابراز همدردی کرده و این حمله را «وحشتناک» توصیف کرده‌است. بایدن گفت:
برای پایان دادن به تروریسم داخلی ناشی از نفرت، باید هر چه در توان داریم انجام دهیم.
به گفته کاخ سفید بایدن و همسرش «برای قربانیان و خانواده آنها دعا می‌کنند».
برایان براون، شهردار بوفالو در کنفرانس خبری بعد از این تیراندازی گفت:
"این بدترین کابوسی است که یک محله و جامعه با آن زندگی می‌کند و ما اکنون با آن روبرو شدیم. ما نمی‌توانیم اجازه دهیم که این فرد بین ما و در کشورمان تفرقه بیندازد."
کتی هوکول، فرماندار ایالت نیویورک حمله مرگبار در بوفالو را «تروریستی» نامیده و مهاجم را یک راست‌گرای افراطی دانسته که مرتکب «عمل تروریستی» شده‌است.
خانم هوکول در کنفرانس مطبوعاتی ابراز امیدواری کرد، که ضارب بقیه عمرش را پشت میله‌های زندان بگذراند. او همچنین خواهان قوانین سختگیرانه‌تری برای شبکه اجتماعی شد و گفت راست‌گرایان در این شبکه‌ها ایدئولوژی‌شان را منتشر می‌کنند.